# Televisió Igualada
Televisió Igualada (TVi) va ser una televisió local privada de caràcter generalista amb llicència per emetre en digital a Igualada.

## Història
TVI és una històrica televisió local de la capital de la comarca de l'Anoia creada l'any 1989. El 1993 i durant set anys fou dirigida pel periodista Joan Maria Morros.
El mes de març de 1998 va sorgir una polèmica quan es va saber que l'Ajuntament d'Igualada, encapçalat per l'alcalde Josep Maria Susanna, havia pagat a Igualada Comunicació SA, l'empresa que gestionava Televisió Igualada, factures per valor de 9,3 milions durant l'any 1997. La majoria de membres del consell d'administració d'aquesta empresa eren militants del partit polític de l'alcalde. El gener de 2000, Carlos Ramos, fiscal coordinador de delictes econòmics, va demanar a l'Ajuntament d'Igualada una relació de les factures que durant 1997 el consistori va fer efectives a Igualada Comunicació SA.
L'abril de 2002 es va renovar l'emissora quan un grup de periodistes igualadins van constituir l'empresa IG-Mèdia Produccions SL i van comprar el canal a l'antiga propietat. El programa de Sant Jordi fou escollit l'any 2002 entre els Premis de Comunicació de la Diputació de Barcelona. En 2009 fou absorbida per la propietat de 25TV i passà a emetre la seva programació.